# Diophante d'Alexandrie
Diophante d'Alexandrie (en grec ancien : Διόφαντος ὁ Ἀλεξανδρεύς  Dióphantos ho Alexandreús) est un mathématicien de langue grecque qui a vécu à Alexandrie entre le Ier siècle et le IVe siècle, peut-être au IIe siècle ou au IIIe siècle. Connu pour ses Arithmétiques, ouvrage dont une partie est aujourd'hui perdue, et où il étudie certaines équations diophantiennes, il est parfois surnommé le « père de l'algèbre ».

## Biographie
On ne connaît rien ou à peu près de la vie de Diophante, même l'époque à laquelle il a vécu reste très incertaine. Il vécut à Alexandrie. Son œuvre est en partie perdue.
Comme d'une part il cite dans son traité sur les nombres polygonaux le mathématicien Hypsiclès, qui vivait au IIe siècle av. J.-C., et que d'autre part il est cité par Théon d'Alexandrie, qui au IVe siècle l'a mentionné dans un commentaire sur l'Almageste de Claude Ptolémée, on sait qu'il a vécu entre ces deux époques, et ce sont là les seules certitudes dont on dispose à ce sujet. En s'appuyant sur une source tardive, et au prix de plusieurs hypothèses qui ont été contestées, Paul Tannery le fait vivre au IIIe siècle. Wilbur Knorr critique les arguments de Tannery et juge « attrayante » l'hypothèse que Diophante ait été contemporain de Héron d'Alexandrie au Ier siècle. Marwan Rashed, analysant des sources antiques, estime quant à lui que Diophante n'a pu vivre au-delà du IIe siècle.

## Œuvre
Il est connu pour son étude des équations à variables sur les nombres rationnels positifs (les quotients de deux entiers naturels), étude qui a donné son nom aux équations diophantiennes. L'adjectif diophantien est souvent utilisé en théorie des nombres pour décrire un problème en rapport avec ces équations.
Son ouvrage le plus important, les Arithmétiques, influence les mathématiciens arabes et bien plus tard ceux de la Renaissance. Diophante a aussi écrit un traité sur les nombres polygonaux, dont des fragments nous sont parvenus. À la différence des Arithmétiques, les Nombres polygonaux ne sont pas à proprement parler un livre d'exercices. Selon les sources antiques, Diophante est également l'auteur d'un livre intitulé Porismes et d'un traité sur les fractions intitulé Moriastique, les deux ayant été malheureusement perdus.
Diophante utilise des nombres négatifs — qu'il qualifie d'absurdes — et il a formulé la règle des signes, « Moins par moins égale plus, moins par plus égale moins ».
Diophante s'intéresse notamment aux problèmes suivants :
- Résolution d'équations quadratiques (du type ax2 = bx + c) ;
- détermination de valeurs faisant de 2 expressions linéaires des carrés (ex. : trouver x tel que 10x + 9 et 5x + 4 soient tous deux des carrés) ;
- décomposition d'un nombre en somme de 2 carrés. Il semble que Diophante sache d'expérience que les entiers de la forme 4n+3 ne s'écrivent pas comme la somme de 2 carrés ;
- partage d'un carré en 2 carrés : il explique notamment comment partager 16 en somme de 2 carrés : (16/5)2 + (12/5)2. C'est en marge de ce problème que Fermat inscrit sur son exemplaire des Arithmetica sa fameuse note, selon laquelle il est impossible de partager un cube en 2 cubes, une puissance quatrième en 2 puissances quatrièmes, et plus généralement une puissance quelconque au-delà du carré, en 2 puissances du même exposant. Il faudra attendre 1995 pour avoir une démonstration de ce résultat par Andrew Wiles.
- un grand nombre de travaux ont été consacrés aux équations diophantiennes du second degré.
  - le premier d'entre eux traite de la résolution de l'équation {\displaystyle ax^{2}+bxy+cy^{2}+dx+ey+f=0} où a, b, c, d, e et f sont des entiers. En 1769, Lagrange trouve un algorithme pour cette équation. En 1770, il démontre un résultat énoncé par Diophante, connu sous le nom de théorème des quatre carrés de Lagrange.
  - le deuxième de ces grands travaux concerne ce que l'on appelle l'équation de Pell-Fermat, un cas particulier de l'équation diophantienne du second degré de la forme {\displaystyle x^{2}-dy^{2}=n.} où d est un entier positif qui n'est pas un carré parfait et n un entier non nul
  - en 1657, à la fin de sa vie, Pierre de Fermat lance un défi aux mathématiciens anglais {\displaystyle d.x^{2}+1=y^{2}} autrement dit, si d n'est pas un carré, existe-t-il une infinité de carrés x² tels que si on les multiplie par d et que l'on ajoute 1 au résultat, on obtienne un carré (que l'on note y²) ? Pierre de Fermat précise en préambule qu'il doit s'agir de solutions entières. La méthode générale pour calculer des solutions de ce type est attribuée[n 4] au mathématicien anglais John Pell (1611-1685), qui lui a donné son nom[9].

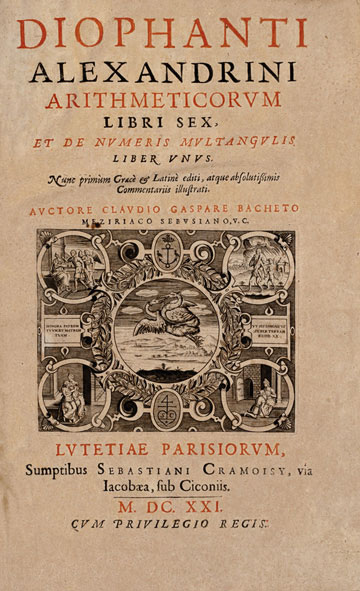
Page de titre de l'édition de 1621 des Arithmétiques.
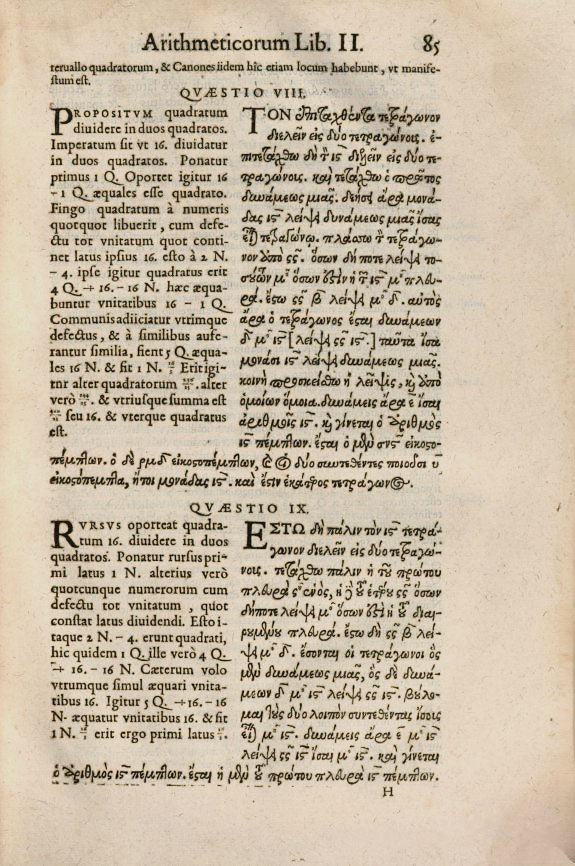
Page 85 de l'édition de 1621.
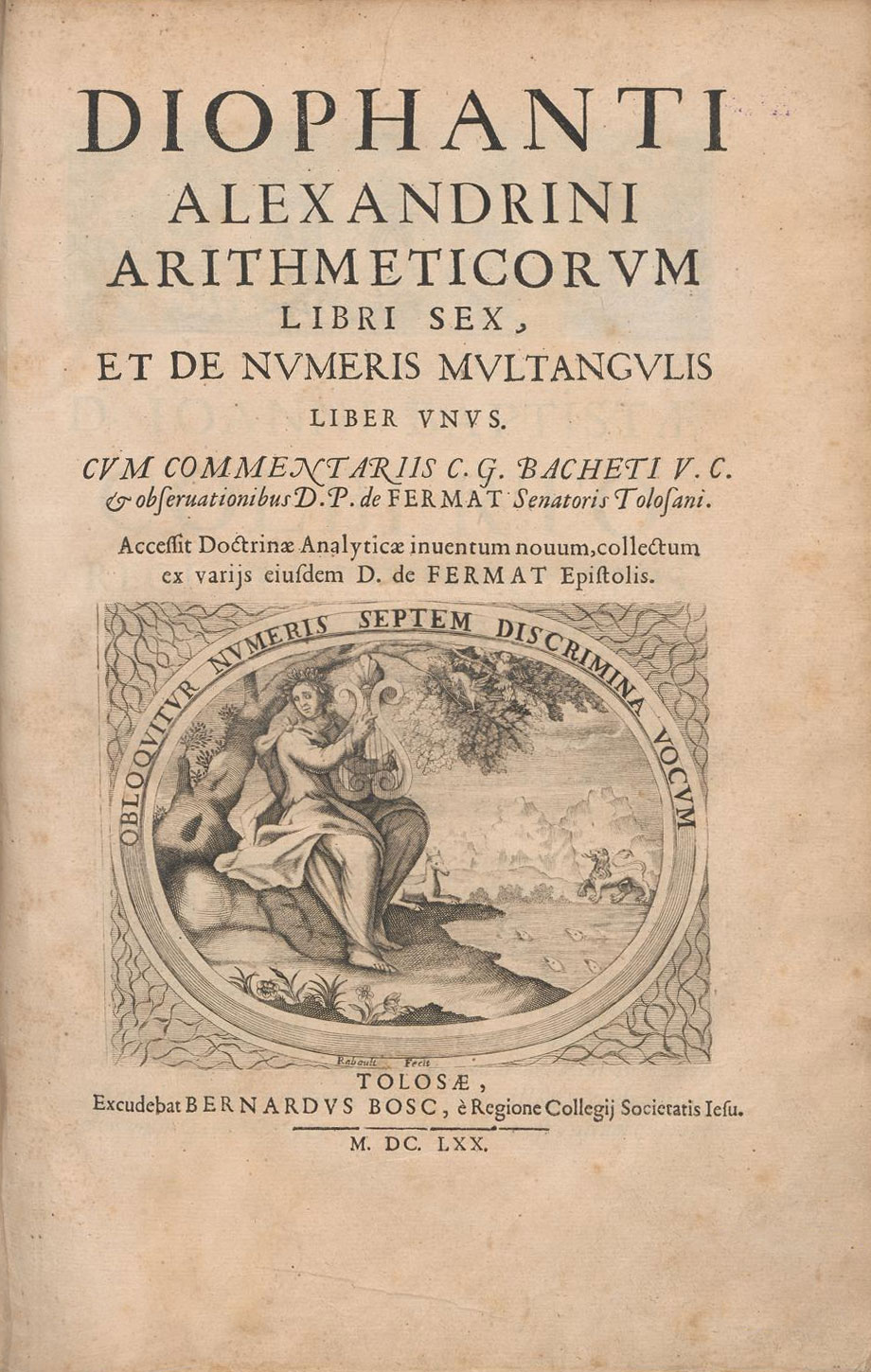
Page de titre de l'édition de 1670.

## Son épitaphe
Mais il est également connu pour son épitaphe : problème, attribué à Métrodore (vers 500), permettant de trouver l'âge de Diophante d'Alexandrie à sa mort. Ce problème partage la vie de Diophante en parties inégales représentées par des fractions et permet de calculer la durée de sa vie, soit 84 ans. Voici le problème en abrégé :

« L'enfance de Diophante occupa un sixième de toute sa vie. Le douzième fut pris par son adolescence. Après une nouvelle période équivalente au septième de sa vie, il se maria. Cinq ans plus tard, il eut un fils. La vie de ce fils fut exactement une demie de celle de son père. Diophante mourut quatre ans après la mort de son fils. »

Une version de ce problème, extraite de l'Anthologie grecque, a été publiée par Orly Terquem, accompagnée d'une traduction en latin par Bachet et d'une imitation en alexandrins par un collaborateur qui signe H. Eutrope, :
Passant, sous ce tombeau repose Diophante,

Et quelques vers tracés par une main savante

Vont te faire connaître à quel âge il est mort :

Des jours assez nombreux que lui compta le sort,

Le sixième marqua le temps de son enfance ;

Le douzième fut pris par son adolescence.

Des sept parts de sa vie, une encore s'écoula,

Puis, s'étant marié, sa femme lui donna

Cinq ans après un fils qui, du destin sévère

Reçut de jours, hélas ! deux fois moins que son père.

De quatre ans, dans les pleurs, celui-ci survécut :

Dis, si tu sais compter, à quel âge il mourut.

       Solution.

Représente par x le nombre en question

Et, sans rien oublier, pose une équation

Où dans le premier membre on trouve le sixième,

Puis le douzième d'x, augmentés du septième.

Ajoutes-y neuf ans : le tout égalera

L'inconnue x. Transpose, ajoute…, et cætera.

Tu verras aisément, sans qu'on puisse en rabattre,

Que l'âge du bonhomme est bien quatre-vingt-quatre.
Plus explicitement : la solution de {\displaystyle x/6+x/12+x/7+5+x/2+4=x} est {\displaystyle x=84}.
Démonstration:
- {\displaystyle x/6+x/12+x/7+5+x/2+4=x}
- Or (plus petit commun multiple) : 
{\displaystyle pcm(6,12,7,2)=pcm(2.3,2.2.3,7,2)=2.2.3.7=84}
- Donc {\displaystyle 9=x-(14+7+12+42)x/84}
- {\displaystyle 9=x/84(84-75)}
- {\displaystyle 9=9x/84}
- {\displaystyle x=84} 
c.q.f.d.

Cette épitaphe fournit les « données historiques » suivantes :
- L'enfance de Diophante alla de 0 à 14 ans ;
- Son adolescence de 14 à 21 ans ;
- À 33 ans il se maria ;
- À 38 ans il eut un fils ;
- Il le perdit à 80 ans
- Et mourut à 84 ans.

## Postérité
Diophante est « redécouvert » en Europe occidentale par Regiomontanus en 1463 grâce à un manuscrit rapporté à Rome après la prise de Constantinople en 1453. Regiomontanus affirmait avoir vu 13 livres mais, jusqu'en 1971, seuls six livres subsistaient.
Les premières traductions de Diophante datent de la fin du XVIe siècle : Raphaël Bombelli le traduit en italien en 1572 dans son Algebra, Xylander en latin en 1575, puis Simon Stevin en français en 1585 (seulement les quatre premiers livres). Albert Girard en 1625 et 1634 publiera dans les œuvres mathématiques de Simon Stevin la traduction des cinquième et sixième livres suivant le même modèle que Simon Stevin.
En 1621 Claude-Gaspard Bachet donne une édition du texte de Diophante (en grec), avec en regard une traduction en latin, accompagnée de commentaires. C'est cette édition que possédait Pierre de Fermat, et qu'après la mort de celui-ci son fils, republiera augmentée des annotations de son père à Toulouse en 1670. L'ayant étudié au cours de sa jeunesse, Descartes affirmera de lui dans ses Règles pour la direction de l'esprit, en 1628, qu'il fait voir dans ses œuvres, de même que Pappus d'Alexandrie, les « traces de cette vraie mathématique », fruits des « semences de vérité, déposées par la nature dans l'esprit humain », qui « avaient tant de force dans cette rude et simple antiquité ». Certaines caractéristiques des méthodes de résolution des problèmes de Diophante ont inspiré les fondateurs modernes de la méthode algébrique, comme Viète et Fermat.
En 1971, quatre autres livres traduits en arabe sont découverts à Mechhed par Roshdi Rashed.

## Héritage mathématique de Diophante
Une des applications importantes de son héritage mathématique concerne la sécurité informatique, dans laquelle les équations diophantiennes jouent un grand rôle, qu'il s'agisse des plus connues comme {\displaystyle ax+by=c}, ou des plus sophistiquées, comme celles étudiées par Louis Mordell dans son ouvrage Diophantine Equations, du type {\displaystyle y^{2}=x^{3}+ax+b}. Ces dernières donnent naissance à des courbes elliptiques qui jouent un rôle très important dans le domaine de la sécurité informatique et du cryptage des données. Ces équations sont impliquées dans le chiffrement RSA avec clé publique, et dans le protocole cryptographique Diffie-Hellman, qui sert à sécuriser la transmission de données sur Internet, surtout en matière de transactions bancaires et de confidentialité des communications. Les équations du type {\displaystyle ax+by=c} jouent un rôle essentiel en arithmétique modulaire, laquelle est utilisée par exemple dans la détermination de la validité des codes-barres.

## Hommages
En 1935, l'Union astronomique internationale donne le nom de Diophantus à un cratère lunaire.